# 昇菘集團
昇菘集团有限公司，簡稱昇菘集團，以及昇菘（英語：和Sheng Siong，SGX：OV8），昇菘集团由林福星和他的哥哥林福荣和弟弟林佑龙在1985年一起创立。第一家昇菘超市就位于林福星原本开设猪肉档售卖冷却或冰冻猪肉的一家连锁超市原址。股份在2011年8月27日於新加坡交易所主板上市。招股價為0.33新加坡元，發行新股為351,500,000股，集資額為115,995,000新元。

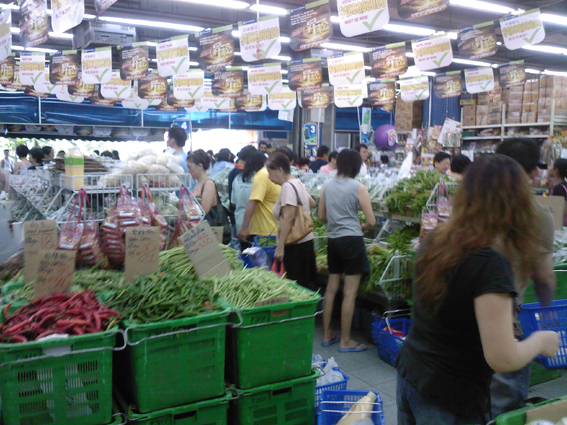
勿洛中心分店

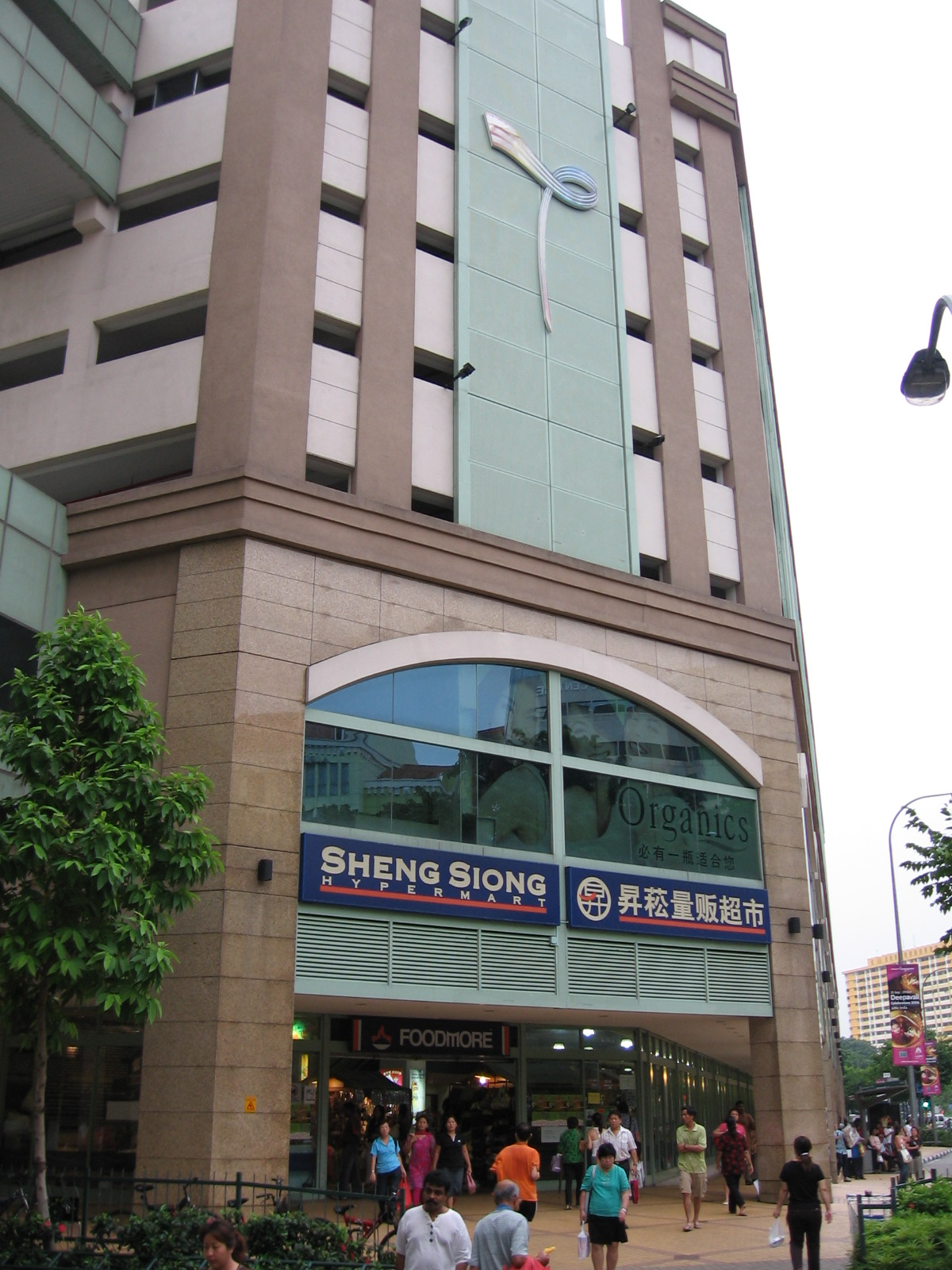
Tekka Mall 购物商场(2006)

## 外部連結
- （英文） 公司網站 （页面存档备份，存于）